# Sveti Toma (Bugarska)
Sveti Toma (bug. остров св. Тома) ili Zmijski otok (bug. Змийски остров), je bugarski otok u Crnom moru.

## Etimologija
Otok Sveti Toma je dobio ime po kapeli posvećenoj Svetom Tomi koja je nekada postojala na njemu. Zmijski otok, alternativno ime, odnosi se na obilje sivih vodenih zmija koje ga nastanjuju, hraneći se ribom. 

## Geografija
Nalazi se u oblasti Burgas, općina Primorsko, oko 200 metara od obale, 7 km sjeverno od Primorskog i 15 km  km južno od Sozopola. Površine je 0.012 km2. 

## Flora i fauna
Otok je jedno je od rijetkih mjesta u Bugarskoj gdje rastu divlji kaktusi. Opuncije je iz Botaničkog vrta u Bratislavi u Slovačkoj donio i posadio kraljevski botaničar Ivan Bureš po nalogu cara Borisa III. 1933. godine. Od tada pokrivaju veći dio otoka.
Otok je dio prirodnog rezervata Ropotamo.

## Povijest i arheološka istraživanja
Prva arheološka ekspedicija na otoku započela je 1955. godine i otkrila ruševine crkvice i nekoliko pomoćnih zgrada. U novoj arheološkoj ekspediciji 2018. godine arheolozi su otkrili drevno tračko naselje iz ranog željeznog doba, drevne tračke ritualne jame, bizantinsko naselje iz 5. – 6. stoljeća nove ere, mali samostan iz 12. – 14. stoljeća i potopljenu utvrdu iz drevne Trakije u vodama između otoka i bugarskog kopna. Prema Bugarskom nacionalnom povijesnom muzeju, "Izloženi nalazi ukazuju na to da se veliko svetište pomorskog puta nalazilo na otoku Svetog Tome," i "Mjesto je odabrano s razlogom budući da se nalazi odmah pored drevne ceste iz Sozopola (Apollonia Pontica) u Carigradu (u to vrijeme starogrčka kolonija Bizantija)."

## Vanjske poveznice
|  | Zajednički poslužitelj ima još gradiva o temi Sveti Toma (Bugarska) |